# Geoffrey Holder
Geoffrey Richard Holder (Port of Spain, 1º agosto 1930 – New York, 5 ottobre 2014) è stato un attore, coreografo, regista teatrale, cantante, ballerino e pittore trinidadiano.

## Filmografia parziale

### Cinema
- Il favoloso dottor Dolittle (Doctor Dolittle), regia di Richard Fleischer (1967)
- Krakatoa, est di Giava (Krakatoa: East of Java), regia di Bernard L. Kowalski (1968)
- Tutto quello che avreste voluto sapere sul sesso* *ma non avete mai osato chiedere (Everything You Always Wanted to Know About Sex* *but Were Afraid to Ask), regia di Woody Allen (1972)
- Agente 007 - Vivi e lascia morire (Live and Let Die), regia di Guy Hamilton (1973)
- Il corsaro della Giamaica (Swashbuckler), regia di James Goldstone (1976)
- Annie, regia di John Huston (1982)
- Il principe delle donne (Boomerang), regia di Reginald Hudlin (1992)
- Per caso o per azzardo (Hasards ou coïncidences), regia di Claude Lelouch (1998)
- La fabbrica di cioccolato (Charlie and the Chocolate Factory), regia di Tim Burton (2005)

### Televisione
- The DuPont Show of the Month – serie TV, episodio 1x06 (1958)
- Tarzan – serie TV, episodi 2x10-2x18 (1967-1968)

## Doppiatori italiani
- Renato Turi in Il favoloso dottor Dolittle
- Arturo Dominici in Il corsaro della Giamaica
- Sandro Iovino in Annie
- Riccardo Garrone in Il principe delle donne
- Arnoldo Foà in La fabbrica di cioccolato